# Information Technology Infrastructure Library
ITIL, acrônimo de Information Technology Infrastructure Library (em português: "Biblioteca de infraestrutura de tecnologia da informação"), é um guia de boas práticas, desenvolvido pela Agência Central de Computação e Telecomunicações (CCTA) do governo britânico, sobre gerenciamento de serviços de tecnologia da informação que se concentra no alinhamento dos serviços com as necessidades dos negócios. Desenvolvida na década de 1980 com última atualização em 2019 (ITIL 4). O guia sustenta os fundamentos da ISO / IEC 20000, padrão internacional para gerenciamento de serviços de TI (International Service Management Standard), tornando-se o gerenciamento de serviço de TI mais amplamente e adotado nas empresas.
O ITIL descreve processos, procedimentos, tarefas e listas de verificação que não são específicos da organização nem específicos da tecnologia, mas podem ser aplicados por uma organização para estabelecer a integração com a estratégia da organização, entregando valor e mantendo um nível mínimo de competência. Ele permite que a organização estabeleça uma linha de base a partir da qual possa planejar, implementar e medir. Ele é usado para demonstrar conformidade e medir a melhoria. Não existe uma avaliação independente de conformidade de terceiros disponível para conformidade com a ITIL em uma organização. A certificação na ITIL está disponível apenas para indivíduos.
Desde julho de 2013, a ITIL pertence à AXELOS, uma junção entre a Capita e o Gabinete do Reino Unido. A AXELOS licencia organizações para usar a propriedade intelectual da ITIL, credencia os institutos licenciados de exames e gerencia as atualizações da estrutura. Organizações que desejam implementar o ITIL internamente não precisam dessa licença.
O livro da Fundação ITIL 4 foi lançado em 18 de fevereiro de 2019 . Em sua versão anterior (conhecida como ITIL 2011), o ITIL é publicado como uma série de cinco volumes principais, cada um deles abrangendo um estágio diferente do ciclo de vida do ITSM. Embora o ITIL sustente o ISO / IEC 20000 (anteriormente BS 15000), o padrão internacional de gerenciamento de serviços para gerenciamento de serviços de TI, existem algumas diferenças entre o padrão ISO 20000, o padrão ICT do IFGICT e o framework ITIL.

## História
Respondendo à crescente dependência de TI, a Agência Central de Computação e Telecomunicações (CCTA) do Governo do Reino Unido, na década de 1980, desenvolveu um conjunto de recomendações. Reconheceu que, sem padrões, as agências governamentais e os contratos do setor privado começaram a criar independentemente suas próprias práticas de gerenciamento de TI.
A Biblioteca de Infraestrutura de TI originou-se como uma coleção de livros, cada um abrangendo uma prática específica dentro do gerenciamento de serviços de TI. O ITIL foi construído em torno de uma visão baseada em modelo de processo de controlar e gerenciar operações frequentemente creditadas a W. Edwards Deming e seu ciclo PDCA (planejar-fazer-checar-agir) .
Após a publicação inicial em 1989-96, o número de livros cresceu rapidamente dentro da versão 1 do ITIL para mais de 30 volumes.
Em 2000/2001, para tornar o ITIL mais acessível (e acessível), o ITIL Versão 2 consolidou as publicações em nove "conjuntos" lógicos que agrupavam as diretrizes de processo relacionadas para corresponder a diferentes aspectos do gerenciamento de TI, aplicativos e serviços. Os conjuntos de Gerenciamento de Serviço (Suporte de Serviço e Entrega de Serviço) eram de longe os mais amplamente usados, divulgados e compreendidos das publicações do ITIL Versão 2. 
- Em abril de 2001, a CCTA foi incorporada no OGC , um escritório do Tesouro do Reino Unido. [6]
- Em 2006, o glossário do ITIL Versão 2 foi publicado.
- Em maio de 2007, esta organização emitiu o ITIL versão 3 (também conhecido como o ITIL Refresh Project), composto por 26 processos e funções, agora agrupados em apenas 5 volumes, organizados em torno do conceito de estrutura de ciclo de vida do serviço. A versão 3 do ITIL agora é conhecida como ITIL 2007 Edition.
- Em 2009, o OGC anunciou oficialmente que a certificação da ITIL Versão 2 seria retirada e lançou uma consulta importante sobre como proceder. [7]
- Em julho de 2011, foi publicada a edição ITIL 2011, que refinou e corrigiu inconsistências da versão de 2007. Essa atualização trouxe diversas melhorias, incluindo: Introdução de novos processos, como Business Relationship Management, Design Coordination e Strategy Management for IT Services; Reestruturação e aprimoramento de processos existentes, como Event Management e Request Fulfillment; Maior integração entre processos e governança de TI, consolidando práticas para uma abordagem mais coesa e eficiente. Com a consolidação do OGC no Gabinete, a gestão do ITIL passou para outras entidades, sendo posteriormente assumida pela AXELOS, que ficou responsável pela evolução do framework.  A quarta edição do ITIL (ITIL 4) foi lançada em 18 de fevereiro de 2019, começando com a publicação do ITIL Foundation. Diferente das versões anteriores, o ITIL 4 introduziu um modelo mais flexível e alinhado à transformação digital, destacando o Service Value System (SVS) e os 7 Princípios Orientadores, permitindo uma abordagem mais ágil e integrada à gestão de serviços.

## Sistema de valor de serviço
O ITIL 4 Edition define como primeiro componente chave o sistema de valores de serviço (SVS). ITIL nomeou cinco componentes principais do ITIL SVS:
Cadeia de valor de serviço ITIL
A cadeia de valor de serviço fornece um modelo de operação com seis atividades:
- melhorar
- se empenhar
- design e transição
- obter / construir
- entregar e apoiar.

Práticas ITIL
Os conhecidos processos ITIL são agora denominados como práticas. Eles são agrupados como 14 práticas de gerenciamento geral, 17 práticas de gerenciamento de serviços e três práticas de gerenciamento técnico.
Princípios orientadores
Estas são as principais mensagens do ITIL 4 e do gerenciamento de serviços em geral e são vistas em muitos outros frameworks, padrões e métodos como Lean, Agile, DevOps, COBIT, PRINCE2 e mais.
- Foco no valor - Gere valor diretamente ou indiretamente.
- Comece onde você está - preserve boas capacidades e melhore onde necessário.
- Progrida de forma iterativa com o feedback - melhore frequentemente em pequenos passos e avalie o caminho a seguir.
- Colabore e promova visibilidade - Trabalho transparente nas equipes, com as partes interessadas e parceiros.
- Pense e trabalhe holisticamente - é uma responsabilidade End-to-End - o serviço e o SVS.
- Mantenha-o simples e prático - O tamanho certo e o uso de processos, ferramentas e recursos são importantes.
- Otimize e automatize - O trabalho manual é um erro. Reserve intervenção humana apenas para atividades realmente necessárias.

Governança
O sistema, que direciona e controla a organização.
Melhoria contínua
No ITIL SVS são três níveis de melhoria contínua:
a)    o modelo de melhoria contínua do ITIL, que é bem conhecido das versões anteriores do ITIL.
- Qual é a visão?
- Onde estamos agora?
- Onde queremos estar?
- Como chegamos lá?
- Tome uma atitude
- Nós chegamos lá?
- Como podemos manter o ritmo?

b)    a melhoria da atividade da cadeia de valor do serviço, que é introduzida lá.
c)    a prática de melhoria contínua, que abrange as atividades do dia-a-dia e é descrita com as outras práticas ITIL.

## Gerenciamento de Serviços de TI
O Gerenciamento de Serviços é uma prática essencial no gerenciamento de serviços de TI. Ele envolve a gestão de três componentes principais:
- Service Pipeline: refere-se aos serviços em desenvolvimento, aqueles que estão sendo projetados ou ainda não estão disponíveis para os clientes. A gestão do pipeline garante que os serviços futuros atendam às necessidades do negócio e que sejam entregues conforme o planejamento.
- Service Catalog: abrange os serviços ativos, ou seja, aqueles que estão em operação e disponíveis para os clientes. Ele fornece uma visão detalhada de cada serviço, seus benefícios e condições de uso, permitindo que os clientes ou usuários escolham e acessem os serviços adequados.
- Retired Services: são serviços que foram aposentados ou descontinuados. O gerenciamento adequado dos serviços aposentados assegura que esses serviços sejam removidos de forma controlada, sem impactar a continuidade ou a qualidade dos serviços restantes.

Essa prática permite uma visão holística dos serviços oferecidos pela organização, ajudando a alinhar os serviços de TI com as necessidades estratégicas do negócio.

## Estratégia de Serviços
Como o centro e ponto de origem do Ciclo de Vida de Serviço ITIL, o volume Estratégia de Serviço ITIL (Service Strategy - SS) fornece orientações sobre esclarecimentos e priorização de investimentos em serviços dos provedores de serviços. Mas geralmente, a Estratégia de Serviço se concentra em ajudar as organizações de TI a melhorar e se desenvolver a longo prazo. Em ambos os casos, a Estratégia de Serviço depende em grande parte de uma abordagem orientada para o mercado. Os principais tópicos abordados incluem definição de valor de serviço, desenvolvimento de casos de negócio, os ativos de serviços, análise de mercado e os tipos de provedores de serviços. 
A Estratégia de Serviços é uma fase crítica do ciclo de vida do gerenciamento de serviços de TI. Ela abrange a definição de como os serviços serão fornecidos e alinhados aos objetivos de negócios da organização. Alguns dos principais elementos da Service Strategy incluem:
- Service Design Package (SDP): Um conjunto de documentos que descreve detalhadamente um serviço ao longo de seu ciclo de vida, desde a concepção até a aposentadoria. O SDP garante que todos os aspectos do serviço sejam planejados e gerenciados de forma adequada, considerando requisitos de negócios, operacionais e financeiros.
- Sourcing Strategy: Refere-se à decisão sobre como e de onde os serviços serão fornecidos, determinando a combinação de fornecedores internos e externos. Uma estratégia de sourcing bem definida permite que a organização maximize a eficiência, controle custos e atenda às demandas do mercado.
- Geração e execução da estratégia de TI: A implementação da estratégia de serviços de TI envolve o planejamento e execução das ações necessárias para fornecer os serviços de forma eficaz e alinhada com as necessidades do negócio. Isso inclui a alocação de recursos, definição de prioridades e ajustes contínuos com base nos resultados observados.

## Operações de Serviço
A Operação de Serviço é uma fase fundamental no ciclo de vida do gerenciamento de serviços de TI, responsável pela entrega e suporte contínuo dos serviços aos usuários. O conceito é detalhado em diagramas, mas algumas explicações adicionais podem ajudar a esclarecer melhor suas funções:
- Diferença entre eventos, incidentes e problemas:
  - Eventos são sinais ou alertas de que algo aconteceu no ambiente de TI, podendo ser de impacto baixo ou alto.
  - Incidentes referem-se a interrupções no serviço ou falhas em um serviço que afetam a experiência do usuário. A resolução de incidentes visa restaurar rapidamente o serviço.
  - Problemas são causas subjacentes que geram incidentes recorrentes. A gestão de problemas foca na identificação e eliminação dessas causas, prevenindo incidentes futuros.
- Service Desk: É o ponto central de contato entre os usuários e a equipe de TI. O Service Desk tem a função de resolver incidentes, responder a requisições de serviço e fornecer informações aos usuários. Ele é um elemento chave no suporte e na continuidade do serviço.
- Gerenciamento de Acesso: Refere-se à gestão da autorização de acesso aos serviços de TI. Ele garante que os usuários tenham acesso apenas aos serviços para os quais foram autorizados, minimizando riscos de segurança. O gerenciamento de acesso se relaciona diretamente com a gestão de eventos, incidentes e requisições de serviço, pois assegura que apenas usuários legítimos possam interagir com os serviços.

## Práticas do ITIL
Os conhecidos processos ITIL são chamados de 34 práticas. Eles fazem parte do ITIL SVS. Cada prática está relacionada com as seis atividades da cadeia de valor de serviço da ITIL: planejar, melhorar, engajar, projetar e fazer a transição, obter / construir, assim como fornecer e apoiar.
Práticas gerais de gestão
As 14 práticas com um foco não específico de gerenciamento de serviço são denominadas práticas gerais de gerenciamento:
- Gestão estratégica
- Gerenciamento de portfólio
- Gestão de arquitetura
- Gestão financeira de serviços
- Força de trabalho e gestão de talentos
- Melhoria contínua - A parte operacional do dia a dia da melhoria contínua, juntamente com a visão estratégica e a melhoria da cadeia de valor do serviço.
- Medição e relatórios
- Gerenciamento de riscos
- Gerenciamento de segurança da informação
- Gestão do conhecimento
- Gerenciamento de Mudanças Organizacionais
- Gerenciamento de Projetos
- Gestão de relacionamento
- Gestão de fornecedores

Práticas de gerenciamento de serviços
ITIL define 17 práticas específicas de gerenciamento de serviços:
- Análise de negócio
- Gerenciamento de catálogo de serviços
- Projeto de serviço
- Gerenciamento de nível de serviço
- Gerenciamento de disponibilidade
- Gerenciamento de capacidade e desempenho
- Gerenciamento de continuidade de serviço
- Monitoramento e gerenciamento de eventos
- Balcão de atendimento
- Gerenciamento de incidentes
- Gerenciamento de solicitações de serviço - inclui tanto o Gerenciamento de solicitações quanto o gerenciamento de acesso do ITIL V3
- Gerenciamento de problemas
- Gerenciamento de liberação - inclui uma explicação sobre liberações em ambientes acionados por cascata e organizações orientadas ao DevOps.
- Controle de alterações - Anteriormente conhecido como gerenciamento de mudanças.
- Validação e teste de serviço
- Gerenciamento de configuração de serviço
- Gerenciamento de ativos de TI

Práticas de gestão técnica
As três práticas técnicas de gestão são:
- Gerenciamento de implantação - Em alinhamento com o gerenciamento de versões e o controle de alterações para as atividades administrativas, o gerenciamento de implantação realiza todo o trabalho real em sistemas e nuvens. Incluindo uma lista de diferentes abordagens de implantação.
- Infraestrutura e gerenciamento de plataforma - Ele vem com um amplo alinhamento para computação em nuvem.
- Desenvolvimento e gerenciamento de software

## Princípios orientados da ITIL[16]
Os sete princípios orientadores do ITIL V4 refletem as melhores práticas do gerenciamento de serviços de TI e são amplamente alinhados a frameworks, padrões e métodos como Lean, Agile, DevOps, COBIT e PRINCE2. Essas convergências evidenciam a universalidade de conceitos como entrega de valor, melhoria contínua e colaboração, que são pilares da gestão moderna. 

#### Foco no Valor
O valor deve ser gerado direta ou indiretamente para clientes, usuários e partes interessadas. Isso envolve mapear a cadeia de valor do serviço, desde a demanda até a entrega, garantindo que cada etapa contribua para resultados tangíveis (ex.: redução de custos, aumento da produtividade).
Conexões Externas:
- No Lean, o conceito de "valor percebido pelo cliente" é central, com foco na eliminação de desperdícios que não agregam valor.
- No Agile, as user stories e o Product Backlog priorizam funcionalidades que maximizam o retorno para o usuário final.

#### Comece Onde Você Está
Preservar capacidades existentes que funcionam e identificar oportunidades de melhoria incremental, evitando reinvenções dispendiosas. Ferramentas como avaliações de maturidade (ex.: CMMI) e análises SWOT são usadas para diagnosticar o estado atual.
Conexões Externas:
- O PRINCE2 enfatiza a "base de linha" (baseline) para gerenciar mudanças sem descartar processos consolidados.
- No COBIT 2019, a governança começa com a avaliação do cenário atual para definir metas realistas.

#### Progrida de Forma Iterativa com Feedback
Avançar em pequenos ciclos (iterações) com revisões constantes, incorporando feedback das partes interessadas para ajustar rumos. Métricas como NPS (Net Promoter Score) e pesquisas de satisfação são críticas.
Conexões Externas:
- No Agile, sprints e retrospectivas garantem aprimoramento contínuo.
- O DevOps utiliza ciclos curtos de CI/CD (Integração Contínua/Entrega Contínua) para validar mudanças rapidamente.

#### Colabore e Promova Visibilidade
Transparência entre equipes, parceiros e stakeholders, com ferramentas como Kanban e reuniões de alinhamento cross-departmental. Relatórios de SLA (Service Level Agreement) e dashboards em tempo real são exemplos práticos.
Conexões Externas:
- O DevOps defende a "cultura de compartilhamento" entre desenvolvedores e operações para reduzir silos.
- O COBIT destaca a importância da comunicação clara na governança de TI.

#### Pense e Trabalhe Holisticamente
Abordagem end-to-end que considera todas as partes do Sistema de Valor de Serviço (SVS), incluindo práticas, governança e ecossistema de parceiros. Exemplo: integrar segurança cibernética (cybersecurity by design) em todos os estágios do serviço.
Conexões Externas:
- O Lean Thinking analisa todo o fluxo de valor, não apenas etapas isoladas.
- O TOGAF (arquitetura empresarial) promove visão sistêmica para alinhar TI aos objetivos do negócio.

#### Mantenha Simples e Prático
Evitar complexidade desnecessária. Processos devem ter o "tamanho certo" (right-sizing) para a organização. Exemplo: usar checklists simplificadas em vez de documentação excessiva.
Conexões Externas:
- O Princípio KISS ("Keep It Simple, Stupid") no desenvolvimento de software.
- O ITIL 4 recomenda o uso do Modelo de 4 Dimensões (organização, informação, tecnologia, parceiros) para simplificar a gestão.

#### Otimize e Automatize
Priorizar a automação apenas após otimizar processos manualmente. Intervenção humana deve ser reservada para atividades estratégicas (ex.: tomada de decisões) ou excepcionais (ex.: resposta a incidentes críticos).
Conexões Externas:
- O DevOps emprega automação em pipelines de entrega, mas mantém revisões humanas para deploy em produção.
- O COBIT destaca a automação como meio para reduzir erros operacionais, não substituir governança.

## Benefícios da Implementação do ITIL
Melhoria na Qualidade dos Serviços
A implementação do ITIL (Information Technology Infrastructure Library) proporciona uma estrutura robusta para a gestão de serviços de TI, estabelecendo processos claros e eficientes. Isso resulta em várias melhorias significativas:
1. Qualidade dos Serviços: A padronização dos processos de TI garante que os serviços sejam entregues de maneira consistente e de alta qualidade. As melhores práticas do ITIL ajudam a identificar e eliminar ineficiências, resultando em serviços mais confiáveis e de melhor desempenho.
2. Confiabilidade e Disponibilidade: Com processos bem definidos, a organização pode garantir que os serviços de TI estejam sempre disponíveis e operando de forma confiável. Isso é crucial para minimizar o tempo de inatividade e garantir que os sistemas críticos estejam sempre acessíveis.
3. Resposta a Incidentes e Problemas: O ITIL fornece diretrizes claras para o gerenciamento de incidentes e problemas, permitindo uma resposta mais rápida e eficaz. Isso inclui a identificação rápida de incidentes, a resolução eficiente de problemas e a implementação de medidas preventivas para evitar recorrências.
4. Alinhamento com as Necessidades do Negócio: Ao seguir as práticas do ITIL, os serviços de TI são melhor alinhados com as necessidades e objetivos estratégicos da organização. Isso garante que a TI esteja sempre contribuindo para o sucesso geral do negócio.
5. Melhoria Contínua: O ITIL promove uma cultura de melhoria contínua, onde os processos são constantemente revisados e aprimorados. Isso assegura que a organização esteja sempre evoluindo e se adaptando às mudanças no ambiente de TI e nas necessidades do negócio.
Redução de Custos
A padronização e a otimização dos processos de TI com base nas melhores práticas do ITIL podem resultar em uma redução significativa dos custos operacionais. Isso é alcançado através de várias melhorias específicas:
1. Redução do Desperdício de Recursos: Processos padronizados e otimizados garantem que os recursos de TI sejam utilizados de maneira mais eficiente, eliminando desperdícios e garantindo que cada recurso seja utilizado de forma produtiva.
2. Minimização de Erros e Retrabalhos: A implementação de processos claros e bem definidos reduz a ocorrência de erros, o que, por sua vez, diminui a necessidade de retrabalhos. Isso economiza tempo e recursos, permitindo que a equipe de TI se concentre em atividades mais estratégicas.
3. Melhoria na Utilização dos Ativos de TI: O ITIL ajuda a maximizar a utilização dos ativos de TI, garantindo que eles sejam gerenciados e mantidos de maneira eficiente. Isso prolonga a vida útil dos ativos e reduz a necessidade de investimentos frequentes em novos equipamentos.
4. Eficiência Operacional: A adoção das melhores práticas do ITIL melhora a eficiência operacional geral da organização de TI. Processos bem definidos e otimizados permitem uma operação mais suave e eficaz, resultando em economia de custos.
5. Alinhamento com os Objetivos de Negócio: A padronização dos processos de TI com base no ITIL garante que as operações de TI estejam alinhadas com os objetivos estratégicos da organização, otimizando os investimentos em TI e garantindo um retorno melhor sobre esses investimentos.
Maior Eficiência Operacional
A adoção das melhores práticas do ITIL permite que as organizações melhorem significativamente a eficiência e a produtividade de suas operações de TI. Isso é alcançado através de várias ações específicas:
1. Definição de Processos Claros: O ITIL fornece uma estrutura detalhada para a definição de processos de TI, garantindo que todas as atividades sejam executadas de maneira consistente e eficiente. Processos bem definidos ajudam a evitar ambiguidades e a garantir que todos os membros da equipe saibam exatamente o que precisa ser feito e como.
2. Responsabilidades Bem Estabelecidas: O ITIL ajuda a estabelecer claramente as responsabilidades de cada membro da equipe de TI. Isso garante que todos saibam suas funções e responsabilidades, o que melhora a responsabilidade individual e coletiva, e reduz a duplicação de esforços.
3. Melhor Coordenação entre as Equipes de TI: A implementação do ITIL promove uma melhor coordenação e comunicação entre as diferentes equipes de TI. Isso é crucial para garantir que todos trabalhem em sinergia, evitando silos e melhorando a colaboração. A coordenação eficaz entre as equipes resulta em uma resposta mais rápida e eficiente a incidentes e problemas.
4. Eficiência Operacional: Com processos claros e responsabilidades bem definidas, as operações de TI se tornam mais eficientes. Isso significa que as tarefas são concluídas mais rapidamente e com menos recursos, aumentando a produtividade geral da equipe de TI.
5. Produtividade Aumentada: A clareza nos processos e nas responsabilidades, juntamente com a melhor coordenação, permite que a equipe de TI trabalhe de maneira mais produtiva. Menos tempo é gasto em resolver problemas de comunicação ou em retrabalhos, permitindo que a equipe se concentre em atividades de maior valor.

## Desafios na Implementação do ITIL
Resistência à Mudança
A implementação do ITIL pode enfrentar resistência dos funcionários que estão acostumados a trabalhar de uma determinada maneira. Para superar essa resistência e garantir uma transição suave, é essencial adotar uma gestão eficaz da mudança, que inclui os seguintes elementos:
1. Comunicação Clara: É fundamental comunicar de forma transparente os motivos e os benefícios da implementação do ITIL. Explicar como as mudanças irão melhorar a eficiência, a qualidade dos serviços e o alinhamento com os objetivos estratégicos da organização ajuda a obter o apoio dos funcionários.
2. Treinamento Adequado: Oferecer treinamento adequado é crucial para preparar os funcionários para as novas práticas e processos. O treinamento deve abranger tanto os conceitos teóricos do ITIL quanto a aplicação prática no dia a dia da organização. Isso ajuda a reduzir a incerteza e a aumentar a confiança dos funcionários na nova abordagem.
3. Envolvimento dos Funcionários: Envolver os funcionários no processo de implementação é essencial para obter seu comprometimento. Isso pode ser feito através da criação de grupos de trabalho, workshops e sessões de feedback, onde os funcionários podem expressar suas preocupações e sugestões. O envolvimento ativo dos funcionários ajuda a criar um senso de propriedade e responsabilidade pelas mudanças.
4. Gestão da Mudança: Implementar uma estratégia de gestão da mudança estruturada, que inclua etapas claras para a transição, monitoramento contínuo e ajustes conforme necessário. Isso garante que a implementação do ITIL seja gerenciada de forma organizada e que os desafios sejam abordados proativamente.
5. Suporte da Liderança: O apoio visível e ativo da liderança é crucial para o sucesso da implementação do ITIL. A liderança deve demonstrar seu compromisso com a mudança e apoiar os funcionários durante todo o processo de transição.
Custo Inicial
A implementação do ITIL pode envolver custos iniciais significativos, que incluem várias áreas de investimento:
1. Treinamento: Investir em treinamento para a equipe de TI é essencial para garantir que todos compreendam e possam aplicar as melhores práticas do ITIL. Isso pode incluir cursos, certificações e workshops, que têm um custo associado.
2. Consultoria: Contratar consultores especializados em ITIL pode ser necessário para ajudar na adaptação e implementação do framework na organização. Consultores trazem expertise e experiência, mas também representam um custo adicional.
3. Aquisição de Ferramentas de Suporte: Implementar o ITIL frequentemente requer a aquisição de ferramentas de gerenciamento de serviços de TI (ITSM) que suportem os processos definidos pelo ITIL. Essas ferramentas podem incluir software para gerenciamento de incidentes, problemas, mudanças, configuração e outros aspectos do ITIL.
Complexidade
Adaptar o ITIL às necessidades específicas de uma organização pode ser um desafio devido à complexidade das operações de TI. Esse processo envolve várias etapas importantes:
1. Análise Cuidadosa dos Processos Existentes: Antes de implementar o ITIL, é essencial realizar uma análise detalhada dos processos de TI atuais. Isso inclui identificar pontos fortes e fracos, bem como áreas que necessitam de melhorias. A análise ajuda a entender como os processos existentes funcionam e onde o ITIL pode ser mais eficaz.
2. Personalização das Práticas do ITIL: O ITIL fornece um conjunto de melhores práticas que podem ser adaptadas para atender às necessidades específicas da organização. Isso requer a personalização das práticas do ITIL para garantir que elas se alinhem com os objetivos e requisitos da organização. A personalização pode incluir ajustes nos processos, procedimentos e ferramentas utilizadas.
3. Engajamento das Partes Interessadas: Envolver todas as partes interessadas, incluindo a equipe de TI, gerentes e usuários finais, é crucial para o sucesso da adaptação do ITIL. O engajamento das partes interessadas ajuda a garantir que as necessidades e expectativas de todos sejam consideradas e que haja um apoio amplo para as mudanças.
4. Desenvolvimento de um Plano de Implementação: Com base na análise dos processos existentes e na personalização das práticas do ITIL, é necessário desenvolver um plano de implementação detalhado. O plano deve incluir etapas claras, cronogramas, recursos necessários e métricas para medir o sucesso da implementação.
5. Treinamento e Capacitação: Oferecer treinamento adequado para a equipe de TI é essencial para garantir que todos compreendam as práticas personalizadas do ITIL e saibam como aplicá-las no dia a dia. O treinamento ajuda a reduzir a resistência à mudança e a aumentar a eficácia da implementação.
6. Monitoramento e Melhoria Contínua: Após a implementação, é importante monitorar continuamente os processos de TI e fazer ajustes conforme necessário. A melhoria contínua é um princípio fundamental do ITIL e ajuda a garantir que os processos permaneçam eficazes e alinhados com as necessidades da organização.

## Governança
O ITIL (Information Technology Infrastructure Library) desempenha um papel central na governança de Tecnologia da Informação (TI), oferecendo um conjunto de práticas estruturadas para alinhar serviços de TI aos objetivos estratégicos organizacionais. Sua abordagem integra processos operacionais, gestão de riscos e entrega de valor, garantindo que a TI não apenas suporte, mas também impulsione a estratégia corporativa.

### Alinhamento Estratégico
A governança de TI no ITIL baseia-se no Sistema de Valor de Serviço (SVS), que conecta a criação de valor aos objetivos de negócio por meio de cinco componentes principais:
1. Cadeia de Valor de Serviço: Define atividades como "Projetar e Transicionar" e "Entregar e Apoiar" para otimizar fluxos operacionais. [21]
2. Práticas de Governança: Inclui processos como Gerenciamento de Portfólio de Serviços e Gerenciamento de Riscos, que asseguram decisões alinhadas à estratégia corporativa.
3. Princípios Orientadores: Os sete princípios do ITIL 4, como "Foco no Valor" e "Otimizar e Automatizar", direcionam a governança para eficiência e adaptabilidade.[22][23]

O ITIL complementa frameworks como o COBIT ao detalhar processos operacionais, enquanto o COBIT oferece uma visão macro de controle e auditoria. Essa sinergia permite que organizações atendam a regulamentações como LGPD e ISO 27001 com maior rastreabilidade.

### Integração com Outros Frameworks de Governança
O ITIL não substitui modelos abrangentes como COBIT ou ISO/IEC 20000, mas atua de forma complementar:
- COBIT: Focado em governança corporativa e controle de TI, enquanto o ITIL detalha processos de entrega de serviços (ex: Gerenciamento de Incidentes e Mudanças).
- ISO/IEC 20000: Padrão internacional para gestão de serviços de TI, diretamente alinhado às práticas do ITIL para certificação de conformidade.
- CMMI: Utilizado para medir maturidade de processos, integrando-se ao ITIL para otimizar estágios como Melhoria Contínua de Serviços (CSI).

A combinação desses frameworks fortalece a governança ao unir controle estratégico (COBIT), operacionalização (ITIL) e métricas de maturidade (CMMI).

### Benefícios do ITIL na Governança de TI[25]
1. Gestão de Riscos Operacionais: Processos como Gerenciamento de Problemas identificam causas-raiz de incidentes, reduzindo impactos em até 40%.
2. Conformidade Regulatória: Práticas como Gerenciamento de Acesso e Segurança da Informação alinham-se a normas como GDPR e ISO 27001.
3. Eficiência Operacional: Métricas como Tempo Médio de Resolução (MTTR) são otimizadas por workflows padronizados, reduzindo custos em até 30%.
4. Transparência e Accountability: SLAs (Acordos de Nível de Serviço) e OLAs (Acordos Operacionais) documentam responsabilidades, facilitando auditorias.

### Desafios na Implementação[21][23]
1. Integração com Metodologias Ágeis: Empresas que adotam DevOps ou Scrum enfrentam dificuldades para harmonizar ciclos iterativos com processos ITIL estruturados.
2. Complexidade em PMEs: Frameworks como COBIT e ITIL são vistos como excessivamente detalhados para pequenas empresas, exigindo adaptações simplificadas.
3. Custos de Capacitação: Certificações ITIL (ex: ITIL 4 Managing Professional) requerem investimento contínuo em treinamento, com custos médios de US$ 500 por curso.
4. Resistência Cultural: A transição para processos padronizados demanda mudança organizacional, especialmente em empresas com culturas informais.

### Impacto nas Organizações
Estudos mostram que a adoção do ITIL melhora a disponibilidade de serviços em 25% e a satisfação do cliente em 35%, segundo pesquisas do TCU (Tribunal de Contas da União). No setor público brasileiro, a governança baseada em ITIL reduziu o tempo de resposta a incidentes críticos em 50%.

## Melhoria contínua de serviços
A Melhoria Contínua de Serviços (CSI), definida no livro ITIL Continual Service Improvement, é uma prática fundamental do ITIL que visa alinhar e realinhar os serviços de TI às mudanças nas necessidades de negócios. O CSI identifica e implementa melhorias nos serviços de TI que suportam os processos de negócios, garantindo que a TI evolua continuamente para atender às demandas estratégicas da organização.
O CSI incorpora conceitos amplamente reconhecidos, como o Ciclo de Deming (Plan-Do-Check-Act - PDCA), que promove uma abordagem iterativa para a melhoria contínua. A perspectiva do CSI é focada na qualidade do serviço sob a ótica do negócio, buscando melhorar a eficácia, eficiência e rentabilidade dos processos de TI ao longo de todo o ciclo de vida do serviço.

### Objetivos do CSI[26][28]
O principal objetivo do CSI é garantir que os serviços de TI estejam sempre alinhados com as necessidades do negócio, promovendo melhorias incrementais e contínuas. Os objetivos específicos incluem:
1. Identificar e implementar melhorias nos serviços e processos de TI para aumentar a eficiência e a qualidade.
2. Melhorar a relação custo-benefício sem comprometer a satisfação do cliente ou a qualidade dos serviços.
3. Garantir a aplicação de métodos de gestão da qualidade para apoiar atividades de melhoria contínua.
4. Promover a excelência operacional por meio da integração com práticas como o Gerenciamento de Desempenho de Aplicativos (APM), que une design, transição e operação de serviços.

### Processo de Sete Etapas do CSI[26][28]
O CSI segue um processo estruturado de sete etapas para identificar, implementar e medir melhorias. Essas etapas são:
1. Identificar a Estratégia para Melhoria[29]
  - Definir áreas prioritárias para melhoria, alinhadas aos objetivos estratégicos do negócio. Exemplo: reduzir o tempo de resolução de incidentes em 20%.
2. Definir o que será Medido
  - Estabelecer métricas e Indicadores-Chave de Desempenho (KPIs) para avaliar o progresso. Exemplo: tempo médio de resolução (MTTR) e satisfação do cliente.
3. Reunir os Dados
  - Coletar dados de fontes como incidentes, feedback dos clientes e relatórios de desempenho. Ferramentas de ITSM, como Jira Service Management, podem automatizar essa coleta.
4. Processar os Dados
  - Organizar e limpar os dados para garantir precisão e relevância. Exemplo: agrupar incidentes por categoria para identificar padrões.
5. Analisar as Informações e Dados
  - Identificar tendências, causas-raiz de problemas e oportunidades de melhoria. Técnicas como análise de Pareto e diagramas de Ishikawa podem ser utilizadas.
6. Apresentar e Usar as Informações
  - Compartilhar os resultados com as partes interessadas, utilizando relatórios visuais e dashboards para facilitar a tomada de decisão.
7. Implementar Melhoria
  - Executar as ações de melhoria identificadas, monitorar os resultados e ajustar conforme necessário. Exemplo: automatizar tarefas repetitivas para reduzir o tempo de resposta.

### Benefícios do CSI[28]
A implementação do CSI traz diversos benefícios para as organizações, incluindo:
- Melhoria na qualidade dos serviços: Identificação e correção de falhas antes que impactem os clientes.
- Aumento da eficiência operacional: Redução de desperdícios e otimização de recursos.
- Maior alinhamento com os objetivos do negócio: Adaptação rápida às mudanças nas demandas estratégicas.
- Redução de custos: Eliminação de processos redundantes e automação de tarefas manuais.

### Desafios na Implementação do CSI[28]
Apesar dos benefícios, a adoção do CSI pode enfrentar desafios, como:
1. Resistência à mudança: Colaboradores podem relutar em adotar novas práticas ou ferramentas.
2. Dificuldade em medir melhorias: A complexidade dos serviços de TI pode tornar difícil a definição de métricas claras.
3. Falta de recursos: Implementar o CSI exige investimento em treinamento, ferramentas e tempo dedicado.

### Integração com Outras Práticas[28]
O CSI não opera isoladamente. Ele se integra a outras práticas do ITIL, como:
- Gerenciamento de Incidentes e Problemas: Identifica causas-raiz de falhas para prevenir recorrências.
- Gerenciamento de Mudanças: Avalia o impacto de mudanças nos serviços antes da implementação.
- Gerenciamento de Desempenho de Aplicativos (APM): Monitora o desempenho dos serviços em tempo real para identificar oportunidades de melhoria.

## Comparação com Outros Frameworks
Comparar o ITIL com outros frameworks, como o COBIT, pode ajudar a destacar as diferenças e semelhanças, proporcionando uma compreensão mais clara de como cada um pode ser utilizado para atender às necessidades específicas de uma organização.
1. ITIL 
- Foco: O ITIL é um conjunto de melhores práticas especificamente voltado para o gerenciamento de serviços de TI. Ele se concentra em alinhar os serviços de TI com as necessidades do negócio, garantindo que os serviços sejam entregues de maneira eficiente e eficaz.
- Áreas de Atuação: O ITIL cobre áreas como gerenciamento de incidentes, problemas, mudanças, configuração, liberação, disponibilidade, capacidade, continuidade, e segurança dos serviços de TI.
- Objetivo: O principal objetivo do ITIL é melhorar a qualidade dos serviços de TI, aumentar a eficiência operacional e garantir a satisfação do cliente.
- Estrutura: O ITIL é estruturado em torno do ciclo de vida do serviço, que inclui cinco fases principais: Estratégia de Serviço, Desenho de Serviço, Transição de Serviço, Operação de Serviço e Melhoria Contínua de Serviço.

2. COBIT 
- Foco: O COBIT é um framework abrangente para a governança e gerenciamento de toda a TI corporativa. Ele fornece uma estrutura para garantir que a TI esteja alinhada com os objetivos estratégicos da organização e que os recursos de TI sejam utilizados de maneira eficaz e eficiente.
- Áreas de Atuação: O COBIT cobre áreas como governança de TI, gerenciamento de riscos, conformidade, controle interno, e auditoria de TI.
- Objetivo: O principal objetivo do COBIT é garantir que a TI contribua para o sucesso do negócio, proporcionando valor e gerenciando riscos de maneira eficaz.
- Estrutura: O COBIT é estruturado em torno de cinco domínios principais: Avaliar, Dirigir e Monitorar (EDM); Alinhar, Planejar e Organizar (APO); Construir, Adquirir e Implementar (BAI); Entregar, Servir e Suportar (DSS); e Monitorar, Avaliar e Analisar (MEA).

3. Diferenças e Semelhanças
- Foco Principal: Enquanto o ITIL é mais focado no gerenciamento de serviços de TI, o COBIT abrange a governança e o gerenciamento de toda a TI corporativa. O ITIL se concentra em processos operacionais e de suporte, enquanto o COBIT se concentra em governança, controle e alinhamento estratégico.
- Escopo: O ITIL é mais detalhado em termos de processos específicos de gerenciamento de serviços de TI, enquanto o COBIT fornece uma visão mais ampla e estratégica da governança de TI.
- Objetivos: Ambos os frameworks visam melhorar a eficiência e a eficácia da TI, mas o ITIL é mais orientado para a operação diária e a entrega de serviços, enquanto o COBIT é mais orientado para a governança, controle e alinhamento estratégico.

## Casos de Sucesso
Estudos de Caso
Estudos de caso de empresas que implementaram o ITIL com sucesso são uma excelente maneira de ilustrar os benefícios concretos obtidos com a adoção das melhores práticas de gerenciamento de serviços de TI. Esses estudos de caso podem incluir métricas de desempenho antes e depois da implementação, bem como depoimentos de profissionais envolvidos no processo. A seguir, apresentamos alguns exemplos detalhados:
1. Empresa de Telecomunicações
- Descrição: Uma grande empresa de telecomunicações enfrentava desafios significativos com a gestão de incidentes e problemas, resultando em longos tempos de inatividade e baixa satisfação do cliente.
- Implementação do ITIL: A empresa decidiu implementar o ITIL para padronizar seus processos de gerenciamento de incidentes e problemas.
- Métricas de Desempenho:

```
- Antes: Tempo médio de resolução de incidentes era de 8 horas.
- Depois: Tempo médio de resolução de incidentes foi reduzido para 4 horas.
- Antes: Satisfação do cliente estava em 70%.
- Depois: Satisfação do cliente aumentou para 90%.
```

2. Instituição Financeira
- Descrição: Uma instituição financeira estava enfrentando altos custos operacionais devido a processos ineficientes de gerenciamento de mudanças e configuração.
- Implementação do ITIL: A instituição adotou o ITIL para otimizar seus processos de gerenciamento de mudanças e configuração.
- Métricas de Desempenho:

```
- Antes: Custos operacionais anuais eram de $5 milhões.
- Depois: Custos operacionais anuais foram reduzidos para $3,5 milhões.
- Antes: Taxa de sucesso das mudanças era de 60%.
- Depois: Taxa de sucesso das mudanças aumentou para 85%.
```

3. Empresa de Manufatura
- Descrição: Uma empresa de manufatura estava enfrentando problemas com a disponibilidade e confiabilidade de seus sistemas críticos, resultando em frequentes interrupções na produção.
- Implementação do ITIL: A empresa implementou o ITIL para melhorar a gestão de seus serviços de TI e garantir a disponibilidade dos sistemas críticos.
- Métricas de Desempenho:

```
- Antes: Tempo de inatividade dos sistemas críticos era de 10 horas por mês.
- Depois: Tempo de inatividade dos sistemas críticos foi reduzido para 2 horas por mês.
- Antes: Produtividade da equipe de TI estava em 75%.
- Depois: Produtividade da equipe de TI aumentou para 95%.
```

## Críticas
Embora o ITIL seja amplamente reconhecido como um framework essencial para a gestão de serviços de TI, ele não está isento de críticas. Diversos especialistas e profissionais da área apontam desafios e limitações em sua implementação, incluindo:
- Complexidade e Custo Elevado  A implementação do ITIL pode ser um processo longo e oneroso, especialmente para pequenas e médias empresas. Isso ocorre porque o framework exige uma reestruturação dos processos de TI, treinamentos especializados e, em alguns casos, a contratação de consultorias externas. Além disso, a obtenção de certificações do ITIL pode ter custos elevados, o que limita seu acesso a profissionais e organizações com recursos financeiros restritos. [31]
- Implementação Fragmentada e Rígida  Muitas organizações não conseguem adotar integralmente o ITIL e acabam implementando apenas alguns de seus processos, o que pode gerar inconsistências e dificultar a obtenção dos benefícios esperados. Além disso, alguns especialistas argumentam que o ITIL pode ser excessivamente rígido, dificultando sua adaptação a ambientes dinâmicos e metodologias ágeis, como Scrum e DevOps.[32]
- Foco Excessivo em Processos em Detrimento da Inovação  Uma crítica recorrente ao ITIL é que ele prioriza a padronização dos processos de TI, mas pode não incentivar suficientemente a inovação. Em ambientes altamente competitivos, onde a capacidade de adaptação e experimentação rápida é essencial, a aderência estrita ao ITIL pode levar a uma cultura organizacional mais resistente a mudanças. Essa crítica se torna ainda mais relevante com o avanço de abordagens como Lean IT e DevOps, que enfatizam a automação e a melhoria contínua dos serviços de TI.
- Adaptação aos Novos Modelos de TI  Com a ascensão da computação em nuvem, da inteligência artificial e da automação, algumas práticas do ITIL precisam ser constantemente atualizadas para se manterem relevantes. Embora a versão mais recente, ITIL 4, tenha incorporado conceitos como agilidade e foco em valor, ainda há desafios na adaptação de empresas que operam em ambientes híbridos ou que utilizam tecnologias emergentes.

## Evolução

### Primeira versão
A primeira versão da ITIL detalha os processos envolvidos no serviço de suporte, como o gerenciamento de helpdesk, gerenciamento de mudança e distribuição de software. Também aborda gerenciamento de capacidade, planejamento de contingência, gerenciamento de disponibilidade, gerenciamento de custo.

### segunda versão
A segunda versão da ITIL publicada em 2001, detalha a eliminação de entradas duplicadas, aprimorou os tópicos e incluiu novos conceitos de TI. Aborda o gerenciamento de problema, gerenciamento de liberação, gerenciamento de incidente, gerenciamento financeiro de ativos e gerenciamento de continuidade de serviço. Compara três tipos de estruturas das centrais de atendimento: central de serviços locais, central de serviços centrais e, central de serviço virtuais.

### Terceira versão
A terceira versão da ITIL publicada em 2007, adotou uma abordagem de ciclo de vida para o gerenciamento de serviço, com maior ênfase na integração de negócios de TI. É uma atualização com 26 processos e funções, agrupados em 5 volumes, que se concentram na estratégia de serviço: a transição, desenho, operação e melhoria contínua de serviço. Esta edição quase triplicou o número de processos e funções, introduziu novas dimensões e perspectivas, novos conceitos nas áreas de ativos de serviço, desenvolvimento de casos de negócios, definição de valor do serviço e gerenciamento de segurança da informação, gerenciamento de acesso, execução de requisição, gerenciamento de aplicativo, melhoria contínua de serviço, planejamento e programação.

### Quarta versão
A quarta versão da ITIL publicada em 2019, continua o processo de transição do ciclo de vida com foco na criação de valor ligado ao.serviço. Detalha as quatro dimensões do gerenciamento de serviço - organizações e pessoas, informação e tecnologia, parceiros e fornecedores, fluxos e processos de valor - e introduz o sistema de valor de serviço ITIL (SVS), sobre os diferentes componentes envolvidos na entrega de serviço ajudarão a criar conjuntamente valor para os clientes. “Um meio de permitir a criação conjunta de valor, facilitando os resultados que os clientes desejam alcançar, sem que o cliente precise gerenciar custos e riscos específicos.”